# Anne (FFH-Gebiet)
Das Fauna-Flora-Habitat-Gebiet Anne liegt im Westen des Stadtgebiets von Tartu im Osten Estlands. Das etwa 0,16 Hektar große Schutzgebiet umfasst ein Mosaik aus Wald und Wiesen mit Vorkommen mehrerer schützenswerter Pflanzenarten, wie Sibirische Schwertlilie (Iris sibirica), Prachtnelke (Dianthus superbus), Färberscharte (Serratula tinctoria), Glänzende Wiesenraute (Thalictrum lucidum) und die FFH-Arten Sibirischer Goldkolben (Ligularia sibirica) und Sumpf-Engelwurz (Angelica palustris).

## Schutzzweck
Folgende Arten von gemeinschaftlichem Interesse sind laut Standarddatenbogen für das Gebiet offiziell gemeldet:
| Bild            | EU Code | * | Art             | wissenschaftlicher Name | Artengruppe |
| --------------- | ------- | - | --------------- | ----------------------- | ----------- |
| Sumpf-Engelwurz | 1617    |   | Sumpf-Engelwurz | Angelica palustris      | Pflanzen    |